# Casa Mòjica
La Casa Mòjica és un edifici noucentista del municipi de Sant Cugat del Vallès (Vallès Occidental) que forma part de l'Inventari del Patrimoni Arquitectònic de Catalunya. Aquesta torre fou una reforma sobre una casa ja existent.

## Descripció

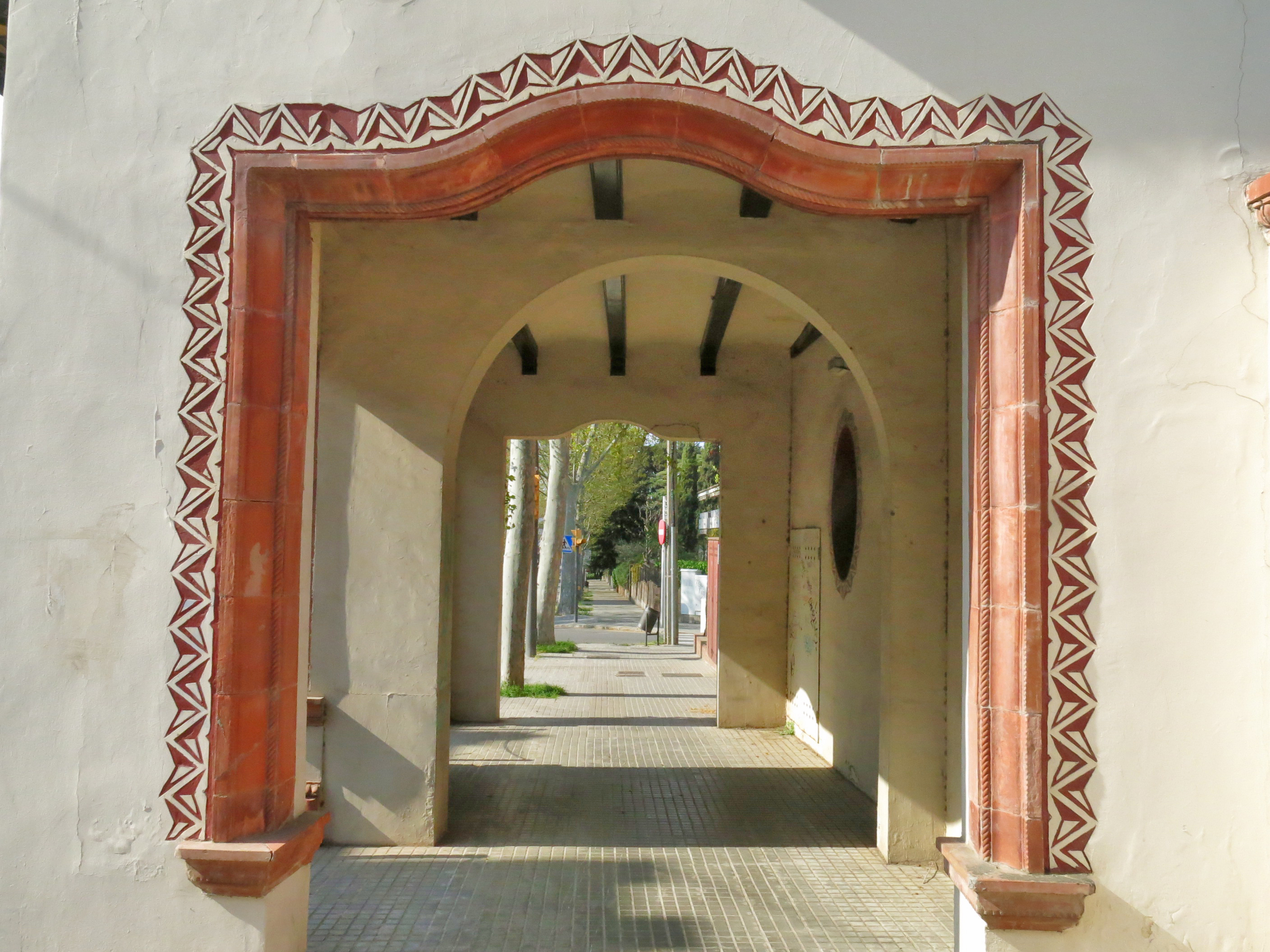
Porxo

Casa aïllada situada arran de la carretera i amb jardí a la part posterior. Estructura de planta rectangular, té una planta baixa i dos pisos. Construcció que mostra la influència del noucentisme : Sant Jordi de terracota a la façana principal, coronament de la façana amb motllurats....Per sobre de la façana principal sobresurt un cos que també és coronat. Amb motllures i en el que s'ha fet una galeria de tres arcs de mig punt. La mateixa estructura de galeria també s'ha fet a la façana lateral. Les finestres i balcons d'arc de mig punt són emmarcats per dibuixos esgrafiats.